# 줍초프

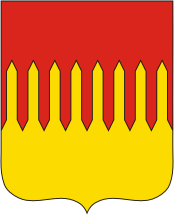
시 문장

줍초프(러시아어: Зубцо́в)는 러시아 트베리주 남부에 위치한 도시로, 인구는 7,430명(2002년 기준)이다. 볼가강과 바주자 강이 합류하는 지점에 위치하며 트베리(트베리 주의 주도)에서 남쪽으로 153km 정도 떨어진 곳에 위치한다.
1216년 문헌에 처음 등장하며 중세 시대 트베리 공국 국경에 요새가 세워졌다. 1485년 모스크바 대공국에 병합되었다.

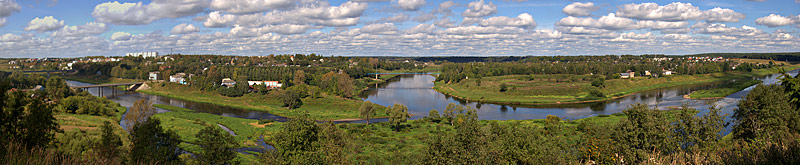
줍초프 시가지